# Hyles daucus
Hyles daucus är en fjärilsart som beskrevs av Pieter Cramer 1777. Hyles daucus ingår i släktet Hyles och familjen svärmare. Inga underarter finns listade i Catalogue of Life.